# Chamaecelyphus halticinus
Chamaecelyphus halticinus är en tvåvingeart som beskrevs av Frey 1941. Chamaecelyphus halticinus ingår i släktet Chamaecelyphus och familjen Celyphidae.
Artens utbredningsområde är Uganda. Inga underarter finns listade i Catalogue of Life.